# Liste der Biografien/Gus
Liste der Biografien |
Portal Biografien |
Personensuche
# |
A |
B |
C |
D |
E |
F |
G |
H |
I |
J |
K |
L |
M |
N |
O |
P |
Q |
R |
S |
T |
U |
V |
W |
X |
Y |
Z |
?
 
Ga |
Gb |
Gc |
Gd |
Ge |
Gf |
Gh |
Gi |
Gj |
Gk |
Gl |
Gm |
Gn |
Go |
Gp |
Gq |
Gr |
Gs |
Gu |
Gv |
Gw |
Gy |
Gz
 
Gua |
Gub |
Guc |
Gud |
Gue |
Guf |
Gug |
Guh |
Gui |
Guj |
Guk |
Gul |
Gum |
Gun |
Guo |
Gup |
Gur |
Gus |
Gut |
Guu |
Guv |
Guw |
Guy |
Guz
Die Liste der Biografien führt alle Personen auf, die in der deutschsprachigen Wikipedia einen Artikel haben. Dieses ist eine Teilliste mit 313 Einträgen von Personen, deren Namen mit den Buchstaben „Gus“ beginnt.

## Gus
- Gus G. (* 1980), griechischer Heavy-Metal-GitarristGus G. (* 1980)

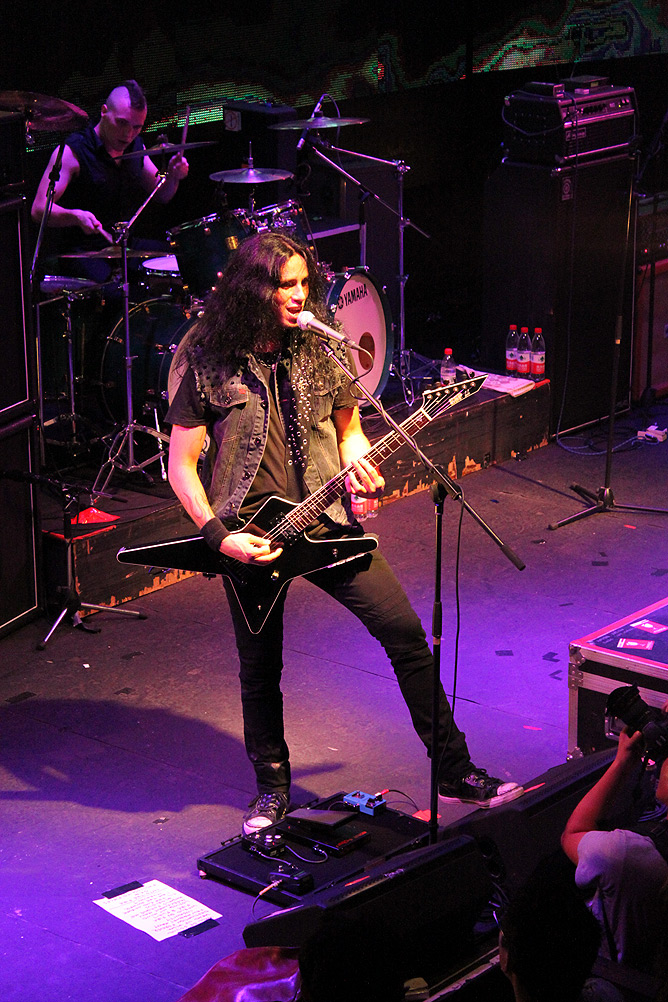
Gus G. (* 1980)

### Gusa
- Gușă, Ștefan (1940–1994), rumänischer Politiker (PCR)
- Gusai (1284–1378), japanischer Zen-Mönch und Renga-Dichter
- Gușan, Victor (* 1962), moldauischer Unternehmer

### Gusb
- Gusbeth, Christoph (1842–1913), siebenbürgendeutscher Politiker
- Gusbeth, Eduard (1839–1921), Siebenbürger Medizinhistoriker

### Gusc
- Guscetti, Severino (1816–1871), Schweizer Politiker und Arzt
- Gusch, Bob († 2023), US-amerikanischer Jazzmusiker (Saxophon, Klarinette, Flöte)
- Guschan, Lidia (* 1983), deutsche Autorin erotischer Liebesromane
- Guschanski, Natalija (* 1955), deutsche Elektroingenieurin
- Gusche, Stephan (* 1990), deutscher Fußballspieler
- Guschelbauer, Edmund (1839–1912), österreichischer Volkssänger
- Güschen, Katharina († 1613), Opfer der Hexenprozesse in Bergisch Gladbach
- Gusching, Jean-Paul (* 1955), französischer Geistlicher und römisch-katholischer Bischof von Verdun
- Guschlbauer, Theodor (* 1939), österreichischer Dirigent
- Guschtschin, Alexei Petrowitsch (1922–1986), sowjetischer Sportschütze
- Guschtschin, Danil Wadimowitsch (* 2002), russischer Eishockeyspieler
- Guschtschin, Eduard Wiktorowitsch (1940–2011), sowjetisch-russischer Kugelstoßer
- Guschtschin, Wadim Witaljewitsch (* 1963), russischer Fotokünstler
- Guschtschina, Julija Alexandrowna (* 1983), russische Sprinterin
- Guschtschina, Marija Igorewna (* 1989), russische Skilangläuferin
- Guschtschina, Marina Walerjewna (* 1971), russische Biathletin
- Guschwin, Pjotr Anatoljewitsch (* 1973), russischer Politiker
- Guščinas, Dmitrijus (* 1975), litauischer Fußballspieler
- Guściora, Agata (* 1994), polnische Fußballspielerin
- Gusciora, Reed (* 1960), US-amerikanischer Politiker
- Guscott, Jeremy (* 1965), englischer Rugbyspieler

### Gusd
- Gusdorf, Georges (1912–2000), französischer Philosoph und Epistemologe

### Guse
- Guse, Benjamin (* 2003), australischer Zehnkämpfer
- Guse, Chris (* 1979), deutscher Radio- und FernsehmoderatorChris Guse (* 1979)

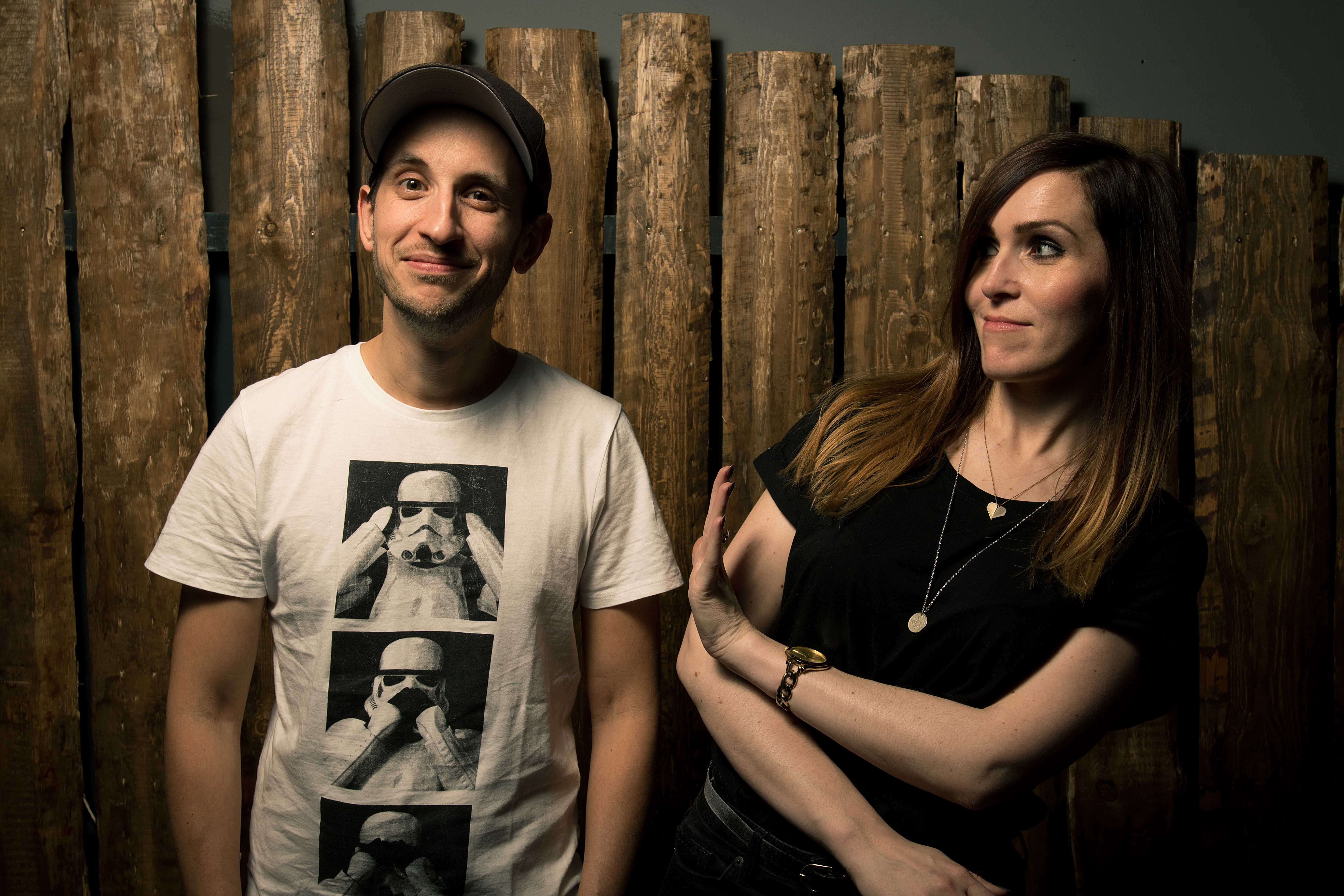
Chris Guse (* 1979)

- Güse, Christine, deutsche Hochschullehrerin
- Güse, Ernst-Gerhard (1944–2023), deutscher Kunsthistoriker und Ausstellungskurator
- Guse, Felix, deutscher und osmanischer Offizier und Schriftsteller
- Guse, Gérard (* 1972), deutscher Jazzmusiker (Gitarre, Komposition)
- Guse, Günther (1886–1953), deutscher Marineoffizier, zuletzt im Dienstgrad eines Admirals der Kriegsmarine
- Guse, Juan S. (* 1989), deutscher AutorJuan S. Guse (* 1989)

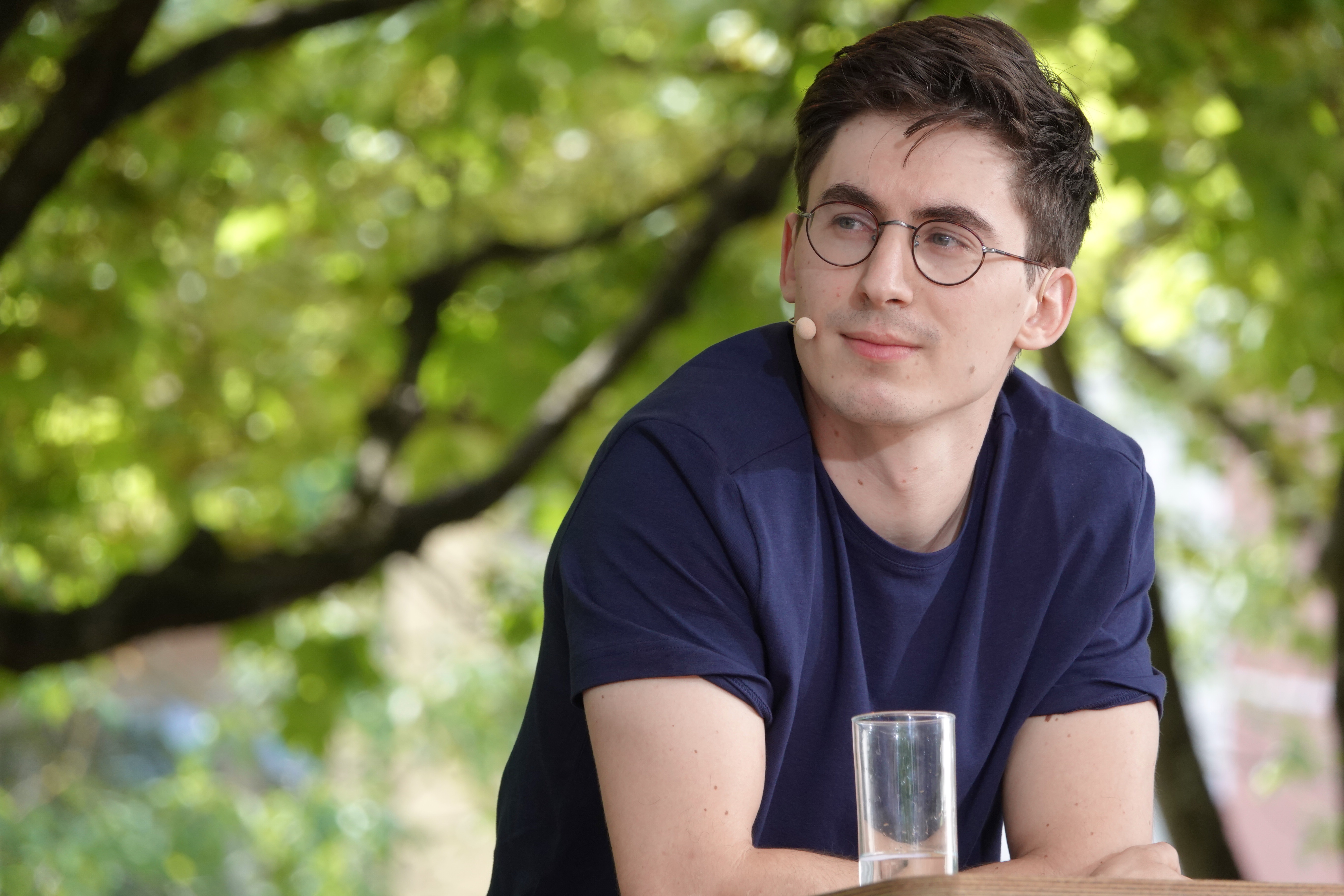
Juan S. Guse (* 1989)

- Guse, Kerry-Anne (* 1972), australische Tennisspielerin
- Güse, Klaus Dieter (1925–1987), deutscher Unternehmer und Fechtsportler
- Guse, Martina (* 1962), deutsche Schauspielerin
- Guse, Otto (1959–2022), Synodalpräsident, Rechtsanwalt
- Guse, Stephanie (* 1971), deutsche Künstlerin und Designerin
- Guse, Udo (* 1967), deutscher Gewichtheber
- Guse, Werner (1922–1977), deutscher Politiker (SED)
- Gusejewa, Natalia (* 1952), ukrainische Drehbuchautorin und Schriftstellerin
- Gusejnow, Mirsa Dawud (1894–1938), aserbaidschanisch-sowjetischer Politiker
- Gusek, Jens (* 1965), deutscher Florettfechter
- Guseli, Valentino (* 2005), australischer Snowboarder
- Gusella, James F. (* 1952), kanadischer Genetiker und Molekularbiologe
- Gusenbauer, Alfred (* 1960), österreichischer Politiker (SPÖ), Abgeordneter zum Nationalrat und Bundeskanzler, Mitglied des BundesratesAlfred Gusenbauer (* 1960)

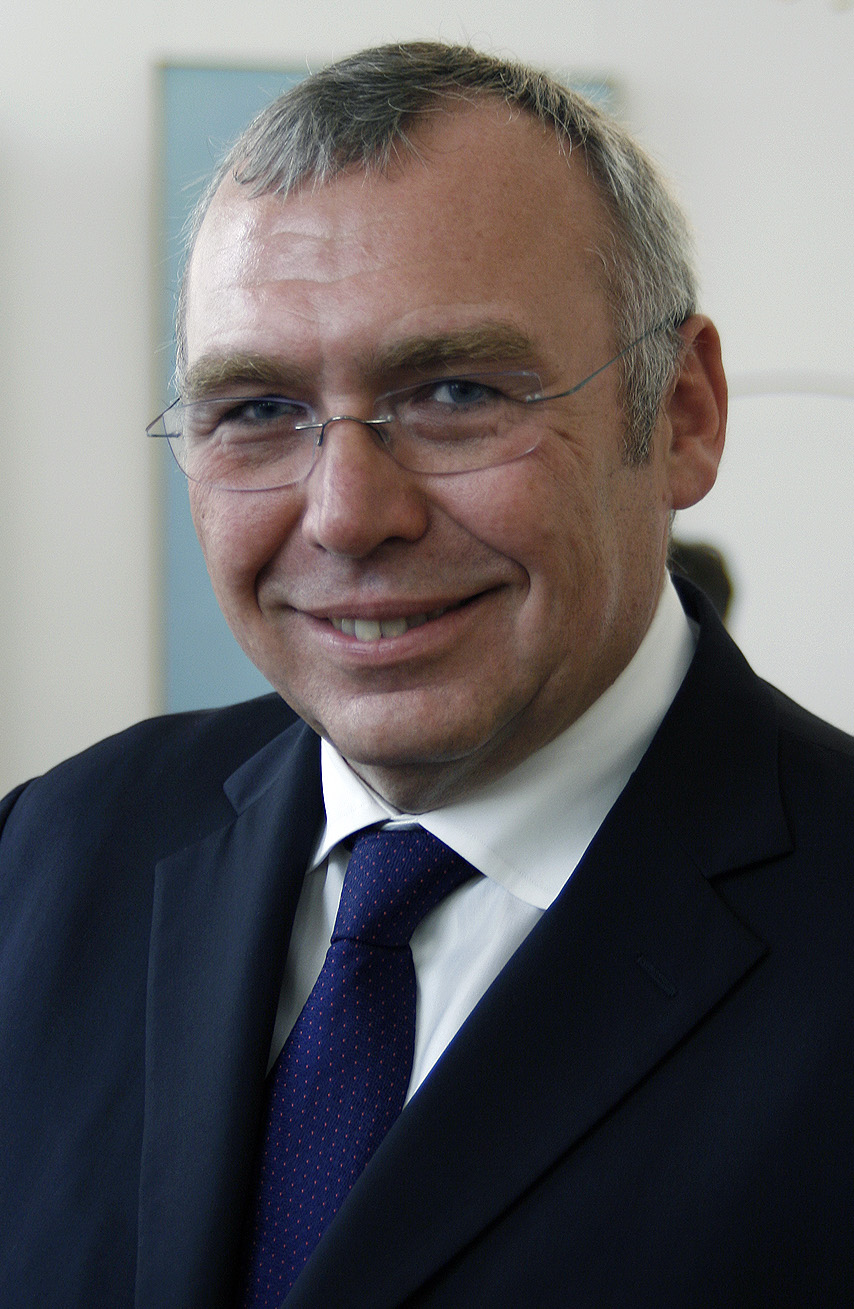
Alfred Gusenbauer (* 1960)

- Gusenbauer, Gottfried (* 1968), österreichischer Herausgeber und Direktor des Karikaturmuseum Krems
- Gusenbauer, Ilona (* 1947), österreichische Leichtathletin
- Gusenbauer-Jäger, Marianne (* 1956), österreichische Lehrerin und Politikerin (SPÖ), Abgeordnete zum Nationalrat
- Gusenburger, Willi (1927–2001), deutscher Fußballschiedsrichter
- Gusenko, Igor Sergejewitsch (1919–1982), sowjetischer Kryptograf
- Gusenleitner, Fritz (* 1957), österreichischer Entomologe
- Gusenleitner, Karl (1893–1980), österreichischer Arzt
- Gusetti, Alexandra (* 1962), österreichische Philosophin
- Gusev, Vadim (* 1981), litauischer Skilangläufer und Biathlet

### Gusf
- Gusfield, Joseph R. (1923–2015), US-amerikanischer Soziologe

### Gusg
- Güsgen, Stephan (* 1962), deutscher Schwimmer

### Gush
- Gushee, Lawrence (1931–2015), US-amerikanischer Musikwissenschaftler und Jazz-Autor
- Gushiken, Kōji (* 1956), japanischer Turner
- Gushiken, Yōkō (* 1955), japanischer Boxer im Halbfliegengewicht
- Gushri Khan (1582–1655), Fürst der westmongolischen KhoshuudGushri Khan (1582–1655)

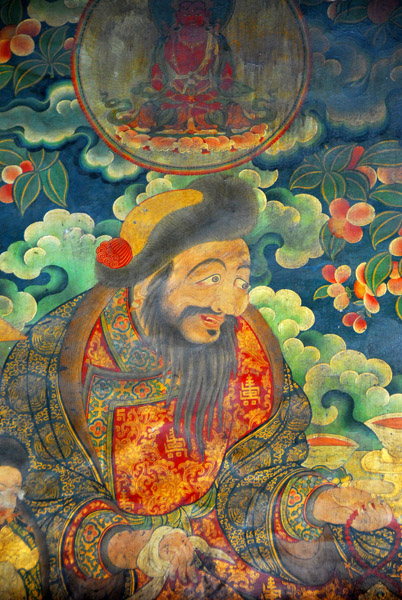
Gushri Khan (1582–1655)

- Gushue, Brad (* 1980), kanadischer Curler
- Gushurst, Egon (1930–2023), deutscher Wirtschaftsprüfer und Landespolitiker (CDU), MdL

### Gusi
- Gusić, Luka (* 1989), kroatisch-österreichischer Fußballspieler
- Gusijowa, Julija Wiktorowna (* 1988), russische Curlerin
- Gusikow, Joseph (1806–1837), Xylophonist
- Gusinde, Martin (1886–1969), österreichischer Anthropologe, Priester

### Gusj
- Gusjatnikow, Alexander Michailowitsch (* 1950), sowjetischer Radrennfahrer

### Gusk
- Guska, Hamid (* 1953), bosnischer Boxtrainer
- Guske, Hubertus (* 1930), deutscher Journalist, Buchautor und Funktionär der CDU der DDR
- Guske, Wilhelm (1880–1957), deutscher Verwaltungsangestellter und Politiker (SPD), Oberbürgermeister von Koblenz
- Güsken, Christoph (* 1958), deutscher Schriftsteller (Humorkrimis, Kinderbuch, Kriminalhörspiele)
- Guski, Andreas (* 1943), deutscher Slawist
- Guski, Rainer (* 1941), deutscher Umweltpsychologe, Hochschullehrer und Sachbuchautor
- Gusko, Erich (1930–2020), deutscher Kameramann
- Guskova, Svetlana (* 1957), moldauische Mittelstreckenläuferin
- Guskow, Alexander Alexandrowitsch (* 1976), russischer Eishockeyspieler
- Guskowa, Jelena Jurjewna (* 1949), sowjetische bzw. russische Historikerin und Hochschullehrerin
- Guskowa, Nadeschda Wladislawowna (* 1992), russische Tennisspielerin

### Gusm
- Gusman, Boris Jewsejewitsch (1892–1944), sowjetischer Journalist und Schriftsteller
- Gusmán, Martina (* 1978), argentinische Schauspielerin und Filmproduzentin
- Gusmann, Paul (1866–1941), deutscher Arzt, Bryologe und Entomologe
- Gusmanow, Rawil Midechatowitsch (* 1972), russischer Eishockeyspieler und -trainer
- Gusmão dos Santos, Armandina Maria (* 1956), osttimoresische Politikerin und Diplomatin
- Gusmão dos Santos, Nilton, osttimoresischer Unternehmer und Sportfunktionär
- Gusmão, Ana Nobre de (* 1952), portugiesische Autorin
- Gusmão, Bartolomeu de († 1724), portugiesischer Jesuitenpater
- Gusmão, Fernando Dias (* 1973), osttimoresischer Politiker
- Gusmão, Guilherme Milhomem (* 1988), brasilianischer Fußballspieler
- Gusmão, Jacinto (* 1974), osttimoresischer Politiker
- Gusmão, José (1955–2022), osttimoresischer Widerstandskämpfer und Parteichef
- Gusmão, José (* 1976), portugiesischer Wirtschaftswissenschaftler und Politiker (BE), MdEP
- Gusmão, Maria Teresa da Silva (* 1973), osttimoresische Politikerin
- Gusmão, Martinho (* 1968), osttimoresischer Geistlicher
- Gusmão, Vitorino Freire da Cunha (* 1757), portugiesischer Kapitän der Marine, Gouverneur von Portugiesisch-Timor und Solor und Generalkapitän
- Gusmão, Xanana (* 1946), osttimoresischer Präsident (2002–2007), Premierminister (2007–2015), seit 2015 MinisterXanana Gusmão (* 1946)

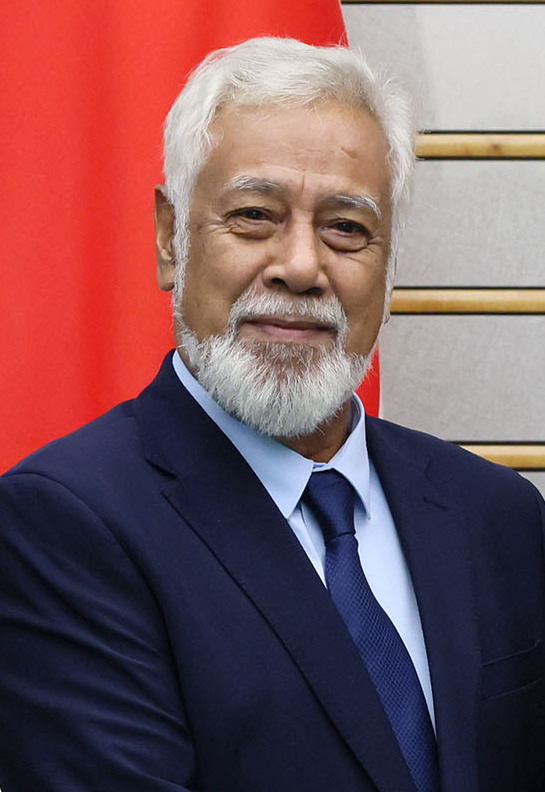
Xanana Gusmão (* 1946)

- Gusmeroli, Vanessa (* 1978), französische Eiskunstläuferin
- Gusmin aus Köln, Bildhauer, Goldschmied und Maler
- Gusmini, Giorgio (1855–1921), italienischer Geistlicher, Erzbischof von Bologna und Kardinal der römisch-katholischen Kirche
- Gusmus, Hermann (* 1843), deutsch-österreichischer Gärtner, Botaniker und Pflanzenhändler

### Gusn
- Gusner, Amina (* 1965), deutsche Schauspielerin, Regisseurin und Autorin
- Gusner, Iris (* 1941), deutsche Regisseurin

### Guso
- Gušo, Adnan (* 1975), bosnischer Fußballtorhüter

### Gusp
- Gusperti, René (* 1971), italienischer Schwimmer

### Guss
- Guss, Alfred (1927–2001), österreichischer Herausgeber, Schauspieler, Regisseur, Conférencier, Humorist und Sprecher
- Guss, Alistair (* 1965), australischer Skirennläufer
- Guss, Antony (* 1959), australischer Skirennläufer
- Guss, Käthe (1906–1994), deutsche Operettensängerin und Schauspielerin
- Guss, Kurt (* 1943), deutscher Psychologe, Autor und Hochschullehrer
- Guss, Marilla (* 1963), australische Skirennläuferin
- Gussago, Cesario, italienischer Organist und Komponist des Frühbarock
- Gussakow, Nikolai Nikolajewitsch (1934–1991), sowjetischer Nordischer Kombinierer
- Gussakowa, Marija Iwanowna (1931–2022), sowjetische Skilangläuferin
- Gussalli, Antonio (1806–1884), italienischer Literat
- Gussarow, Alexei (* 1995), kasachischer Mittel- und Langstreckenläufer
- Gussarow, Alexei Wassiljewitsch (* 1964), russischer Eishockeyspieler
- Gussarow, Gennadi Alexandrowitsch (1937–2014), russischer Fußballspieler
- Güssau, Hardy (* 1962), deutscher Politiker (CDU), MdL
- Güssau, Peter (* 1938), deutscher Fußballspieler
- Güssefeld, Franz Ludwig (1744–1808), preußischer Kartograph
- Güssefeld, Friederike (* 1984), deutsche Filmregisseurin und Drehbuchautorin
- Güssefeld, Holger (1942–2022), Aktivist und langjähriger Mitarbeiter des World Future Council
- Güssefeld, Wilhelm (1886–1974), deutscher Jurist und Politiker (CDU), MdHB
- Gussein-Sade, Sabir Medschidowitsch (* 1950), russischer Mathematiker
- Gusseinow, Aslan (* 1975), russischer Pop- und Popfolk-Sänger sowie Songwriter
- Gussejnow, Gassan Tschingisowitsch (* 1953), russischer Altphilologe
- Gussek, Rainer (* 1964), deutscher Hörspielautor
- Gussenbauer, Carl (1842–1903), österreichischer Chirurg
- Gussenberg, Oliver (* 1978), deutscher Judoka
- Gusserow, Adolf (1836–1906), deutscher Gynäkologe
- Gussev, Maksim (* 1994), estnischer Fußballspieler
- Gussev, Vitali (* 1983), estnischer Fußballspieler
- Gussev, Vladislav (* 1986), estnischer Fußballspieler
- Gussew, Alexander Wladimirowitsch (1947–2020), russischer Eishockeyspieler
- Gussew, Artjom Jakowlewitsch (* 1982), russischer Biathlet
- Gussew, Eduard (1936–2016), sowjetischer Radrennfahrer
- Gussew, Matwei Matwejewitsch (1826–1866), russischer Astronom
- Gussew, Nikita Andrejewitsch (* 1992), russischer Eishockeyspieler
- Gussew, Rolan Alexandrowitsch (* 1977), russischer Fußballspieler
- Gussew, Sergei Iwanowitsch (1874–1933), russischer bolschewistischer Berufsrevolutionär und Funktionär
- Gussew, Sergei Iwanowitsch (* 1947), russischer Schwimmer
- Gussew, Sergei Wladimirowitsch (* 1975), russischer Eishockeyspieler
- Gussew, Wladimir Nikolajewitsch (* 1982), russischer Radrennfahrer
- Gussewa, Klara Iwanowna (1937–2019), russische Eisschnellläuferin
- Güßfeldt, Paul (1840–1920), deutscher Geograph und Alpinist
- Gussinski, Wladimir Alexandrowitsch (* 1952), russischer OligarchWladimir Alexandrowitsch Gussinski (* 1952)

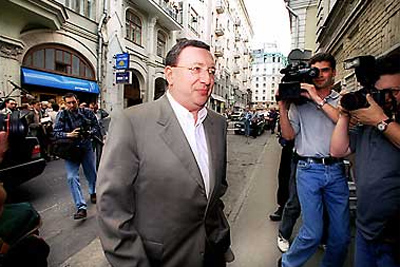
Wladimir Alexandrowitsch Gussinski (* 1952)

- Gussinyé i Gironella, Pere (1890–1980), spanischer Maler
- Güssmann, Franz (1741–1806), österreichischer Jesuit, Physiker und Astronom
- Gussmann, Johannes (1881–1930), Landtagsabgeordneter Volksstaat Hessen
- Gussmann, Otto (1869–1926), deutscher Maler
- Gußmann, Sepp (1927–2015), deutscher Musiker, Kapellmeister und Komponist
- Gussmann, Wolfgang (* 1952), deutscher Bühnen- und Kostümbildner
- Gußner, Karl (1908–1985), deutscher Fußballspieler
- Gussone, Giovanni (1787–1866), italienischer Botaniker
- Gussone, Hans Achim (1926–1997), deutscher Forstwissenschaftler
- Gussow, Adam (* 1958), US-amerikanischer Mundharmonikaspieler
- Gussow, Juri Soltanbekowitsch (1940–2002), sowjetischer Ringer
- Gussow, Karl (1843–1907), deutscher Maler und Hochschullehrer

### Gust
- Gust, Dieter (* 1955), deutscher Fußballspieler
- Gust, Erich (1909–1992), deutscher Schutzhaftlagerführer im KZ Buchenwald
- Gust, Frank (* 1969), deutscher Serienmörder
- Gust, Levin (* 1999), deutscher Volleyballspieler
- Gust, Reinhard (* 1950), deutscher Ruderer
- Gust, Waldemar (1892–1953), rumäniendeutscher Mitbegründer der „Deutschen Volkspartei Rumäniens“
- Gust, Wolfgang (* 1935), deutscher Historiker, Journalist und Buchautor
- Gustad, Randi (* 1977), norwegische Handballspielerin
- Gústaf Bjarnason (* 1970), isländischer Handballspieler
- Gustafson, Björn (* 1934), schwedischer SchauspielerBjörn Gustafson (* 1934)

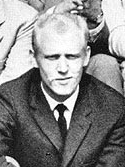
Björn Gustafson (* 1934)

- Gustafson, Elisabet (* 1964), schwedische Curlerin
- Gustafson, Gabriel (1853–1915), schwedischer Archäologe
- Gustafson, Geoff (* 1974), kanadischer Schauspieler und Synchronsprecher
- Gustafson, John (* 1955), US-amerikanischer Informatiker und Unternehmer
- Gustafson, Kathryn (* 1951), US-amerikanische Landschaftsarchitektin
- Gustafson, Mark (1959–2024), US-amerikanischer Filmbuchautor, Drehbuchautor und Animator
- Gustafson, Samuel (* 1995), schwedischer Fußballspieler
- Gustafson, Simon (* 1995), schwedischer Fußballspieler
- Gustafson, Sophie (* 1973), schwedische Golfproette
- Gustafson, Tomas (* 1959), schwedischer Eisschnellläufer
- Gustafson, Wylie (* 1961), US-amerikanischer Country & Western-Musiker
- Gustafsson Lohaprasert, August (* 1993), schwedisch-thailändischer Fußballspieler
- Gustafsson, Åke (1908–1988), schwedischer Botaniker und Genetiker
- Gustafsson, Alexander (* 1987), schwedischer MMA-KämpferAlexander Gustafsson (* 1987)

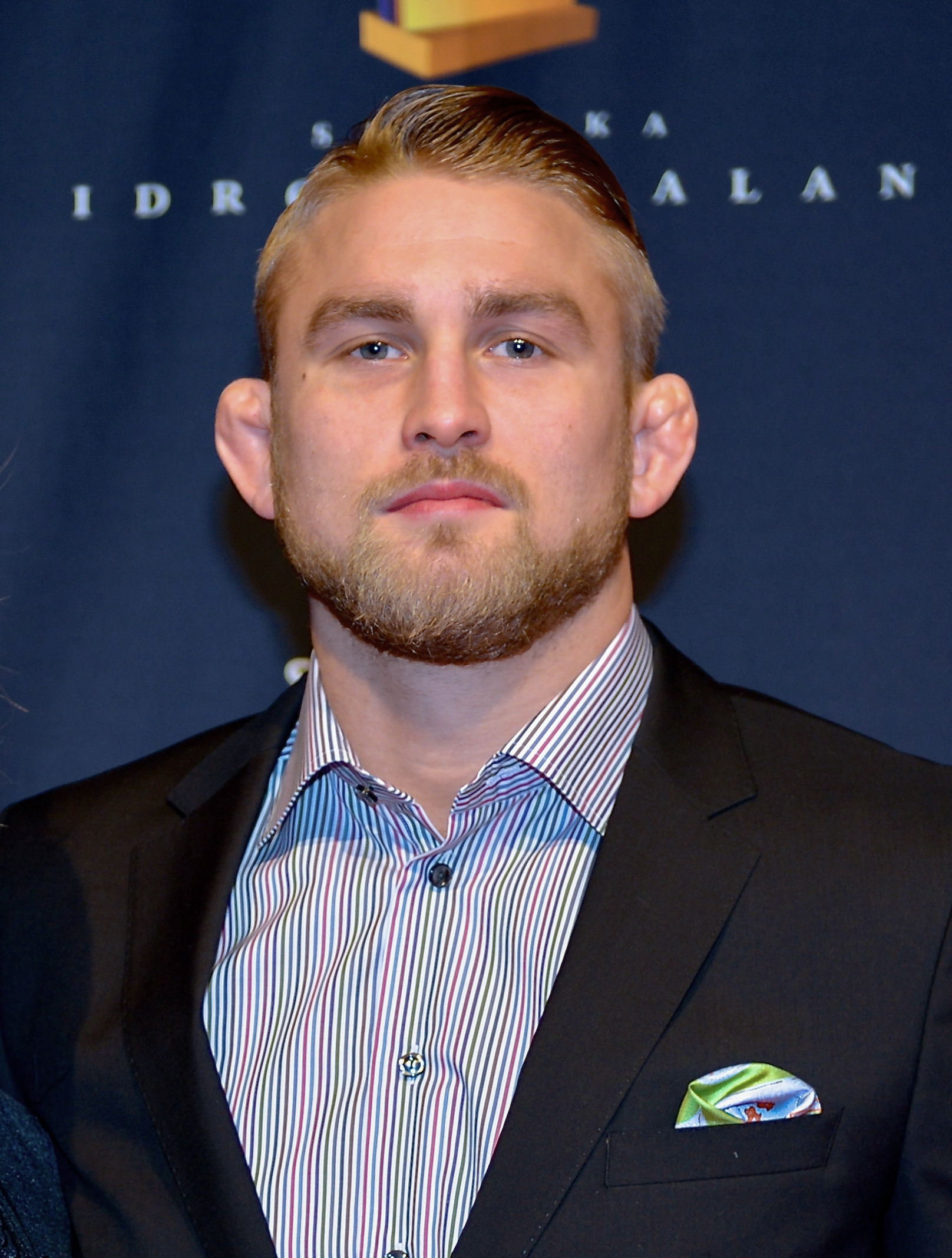
Alexander Gustafsson (* 1987)

- Gustafsson, Anneli, schwedische Fußballspielerin
- Gustafsson, Anton (1877–1943), schwedischer Tauzieher, Kugelstoßer und Gewichtheber
- Gustafsson, August (1875–1938), schwedischer Tauzieher
- Gustafsson, Bengt-Åke (* 1958), schwedischer Eishockeyspieler und -trainer
- Gustafsson, Bo (* 1954), schwedischer Geher
- Gustafsson, Carl (* 2000), schwedischer Fußballspieler
- Gustafsson, Eddie (* 1977), schwedischer Fußballtorhüter
- Gustafsson, Erik (* 1988), schwedischer Eishockeyspieler
- Gustafsson, Erik (* 1992), schwedischer Eishockeyspieler
- Gustafsson, Erkki (1912–1966), finnischer Fußballspieler
- Gustafsson, Helge (1900–1981), schwedischer Turner
- Gustafsson, Hilding (1914–1999), schwedischer Fußballspieler und -trainer
- Gustafsson, Jan (* 1979), deutscher SchachspielerJan Gustafsson (* 1979)

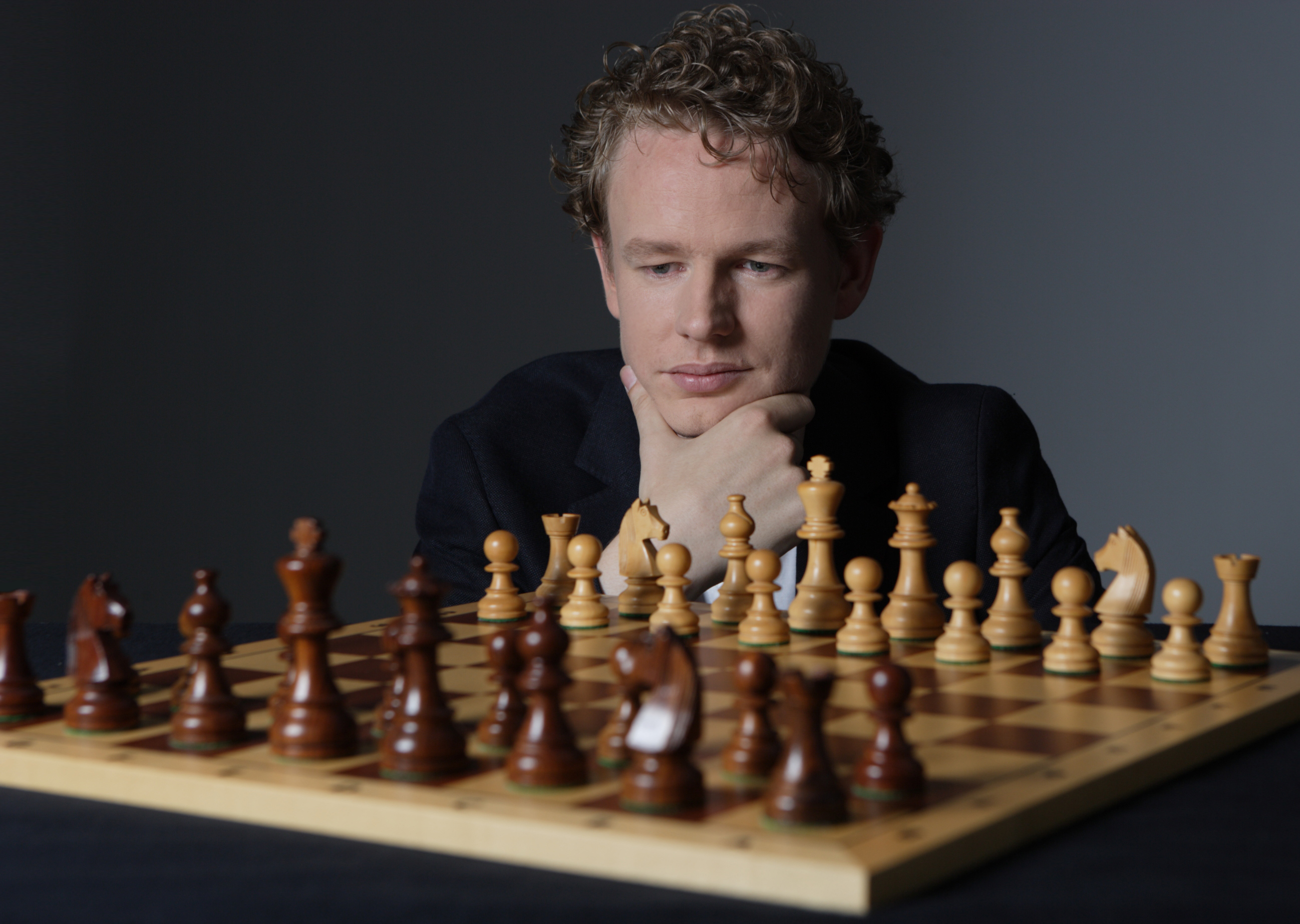
Jan Gustafsson (* 1979)

- Gustafsson, Janne (1883–1942), schwedischer Sportschütze
- Gustafsson, Jens (* 1978), schwedischer Fußballspieler und -trainer
- Gustafsson, Johan (* 1992), schwedischer Eishockeytorwart
- Gustafsson, Karl (1888–1960), schwedischer Fußballspieler
- Gustafsson, Lars (1936–2016), schwedischer Schriftsteller
- Gustafsson, Lars-Erik (1938–2014), schwedischer Hindernis- und Langstreckenläufer
- Gustafsson, Linnea (* 1986), schwedische Orientierungsläuferin
- Gustafsson, Madeleine (* 1980), schwedische Handballspielerin
- Gustafsson, Magnus (* 1967), schwedischer Tennisspieler
- Gustafsson, Mats (* 1957), schwedischer Radrennfahrer
- Gustafsson, Mats (* 1964), schwedischer Jazz-Saxophonist
- Gustafsson, Mattias (* 1978), schwedischer Handballspieler
- Gustafsson, Mikael (* 1966), schwedischer Politiker (Vänsterpartiet), MdEP
- Gustafsson, Per (* 1970), schwedischer Eishockeyspieler
- Gustafsson, Peter (* 1976), schwedischer Berufsgolfer
- Gustafsson, Pontus (* 1955), schwedischer Schauspieler
- Gustafsson, Rigmor (* 1966), schwedische Jazzsängerin
- Gustafsson, Robert (* 1964), schwedischer Schauspieler und KomikerRobert Gustafsson (* 1964)

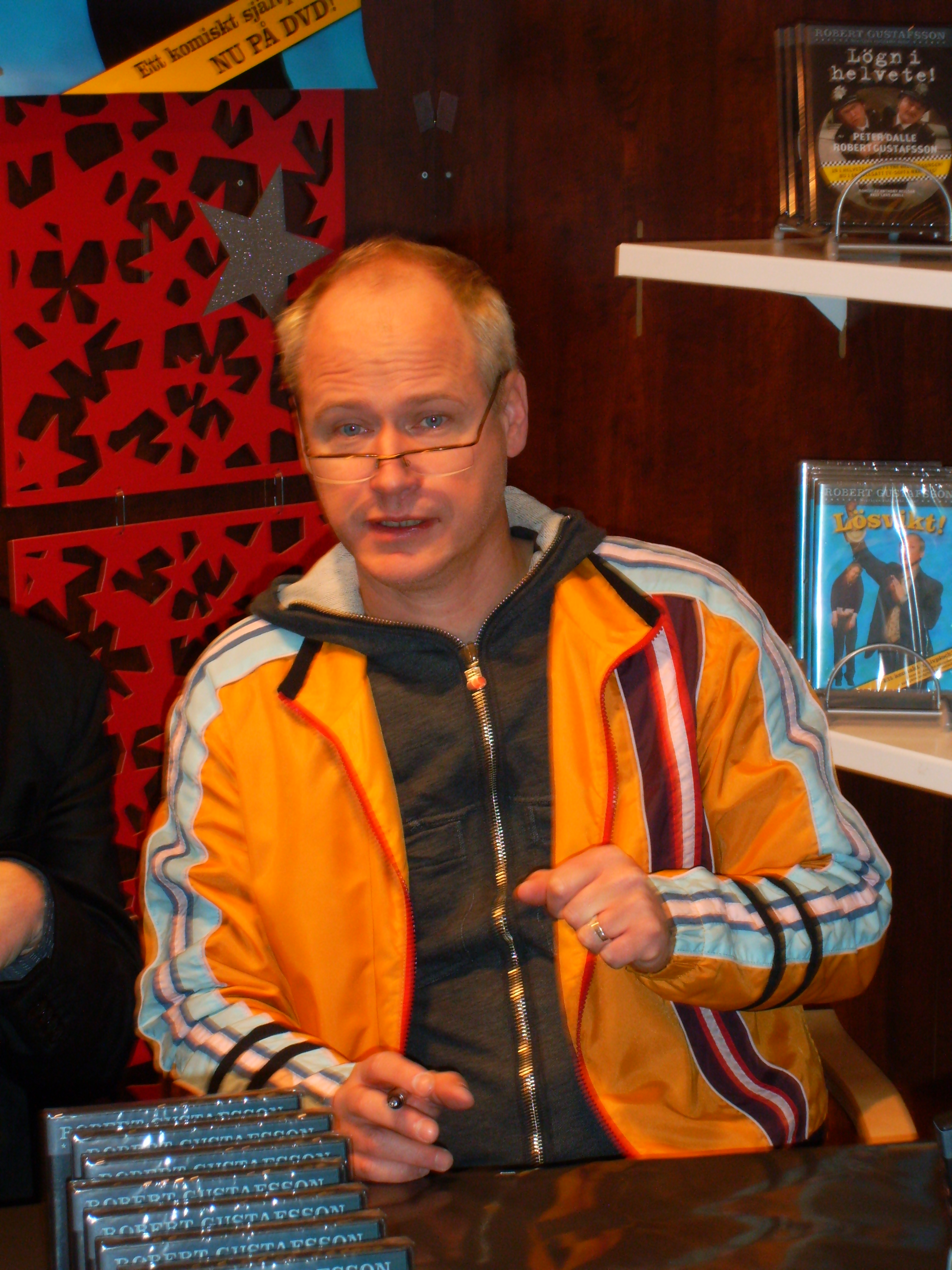
Robert Gustafsson (* 1964)

- Gustafsson, Roger (* 1952), schwedischer Fußballspieler, -trainer und -funktionär
- Gustafsson, Ronny (* 1947), schwedischer Fußballspieler und -trainer
- Gustafsson, Rune (1919–2011), schwedischer Mittelstreckenläufer
- Gustafsson, Rune (1933–2012), schwedischer Jazz-Gitarrist und Komponist
- Gustafsson, Sarah (* 1997), schwedische Schauspielerin
- Gustafsson, Tina (* 1962), schwedische Schwimmerin
- Gustafsson, Toini (* 1938), schwedische Skilangläuferin
- Gustafsson, Veikka (* 1968), finnischer BergsteigerVeikka Gustafsson (* 1968)

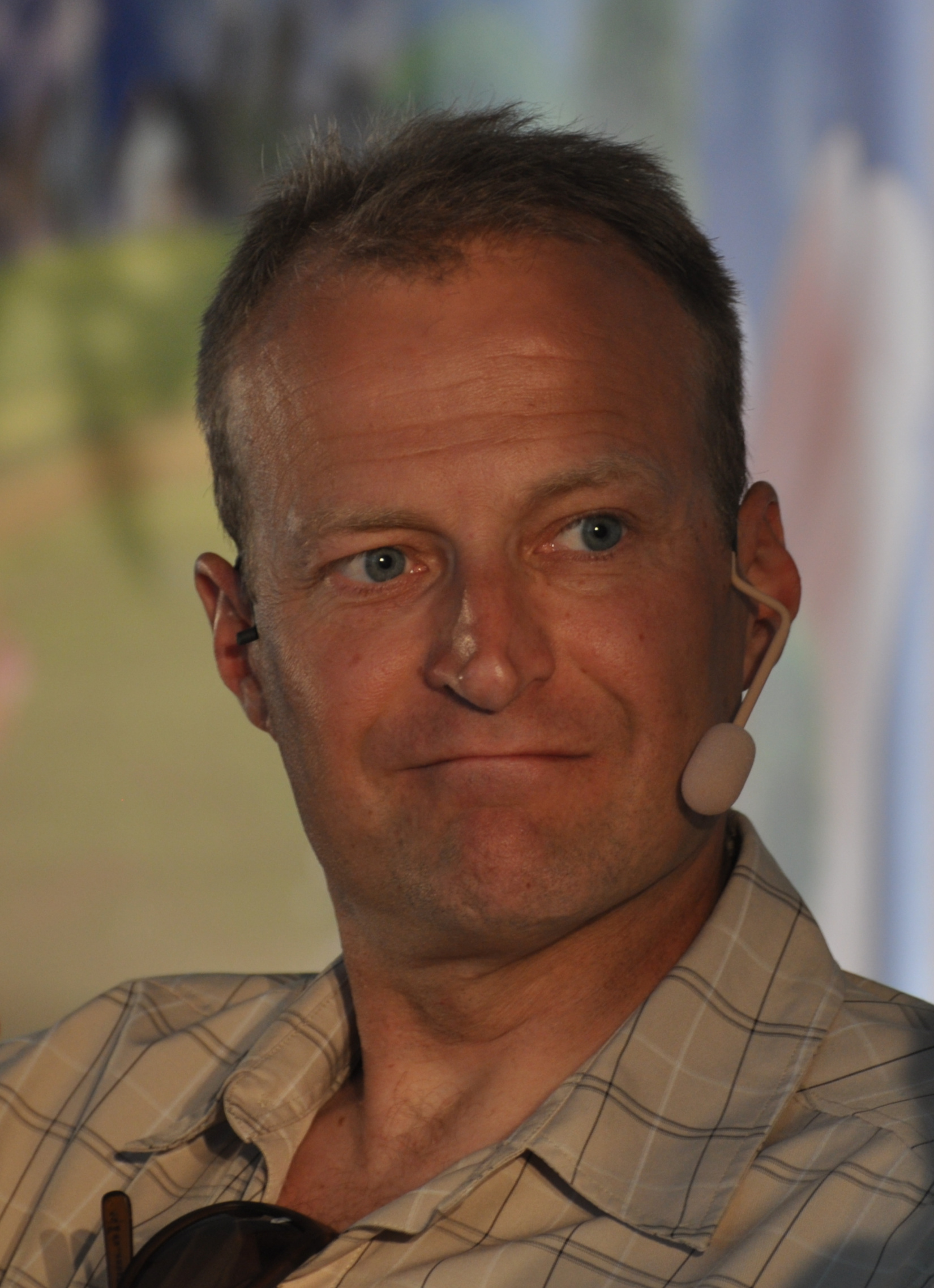
Veikka Gustafsson (* 1968)

- Gustafsson, Victor (* 1990), schwedischer Skilangläufer
- Gustainis, Šarūnas (* 1975), litauischer liberaler Politiker, Mitglied im Seimas
- Gustaitis, Antanas (1898–1941), litauischer Militärpilot, Brigadegeneral, Flugzeugkonstrukteur und Schachspieler
- Gustapfel, Johann (1807–1867), deutscher Former, Schmelzer und Schriftsteller
- Gustaph (* 1980), belgischer Popsänger
- Gustas, Aldona (1932–2022), deutsche Lyrikerin, Schriftstellerin und bildende Künstlerin
- Gustas, Evaldas (* 1959), litauischer Politiker
- Gustav (1781–1848), österreichischer General, Landgraf von Hessen-Homburg
- Gustav (* 1975), Schweizer Musiker und Sänger
- Gustav Adolf (1632–1677), Graf von Saarbrücken und Generalwachtmeister des Heiligen Römischen Reiches bei Rhein
- Gustav Adolf (1633–1695), Herzog zu Mecklenburg
- Gustav Adolf von der Pfalz (1632–1641), Adliger
- Gustav Adolf von Schweden (1906–1947), schwedischer Erbprinz und Herzog von Västerbotten
- Gustav I. Wasa (1496–1560), schwedischer König
- Gustav II. Adolf (1594–1632), König von SchwedenGustav II. Adolf (1594–1632)

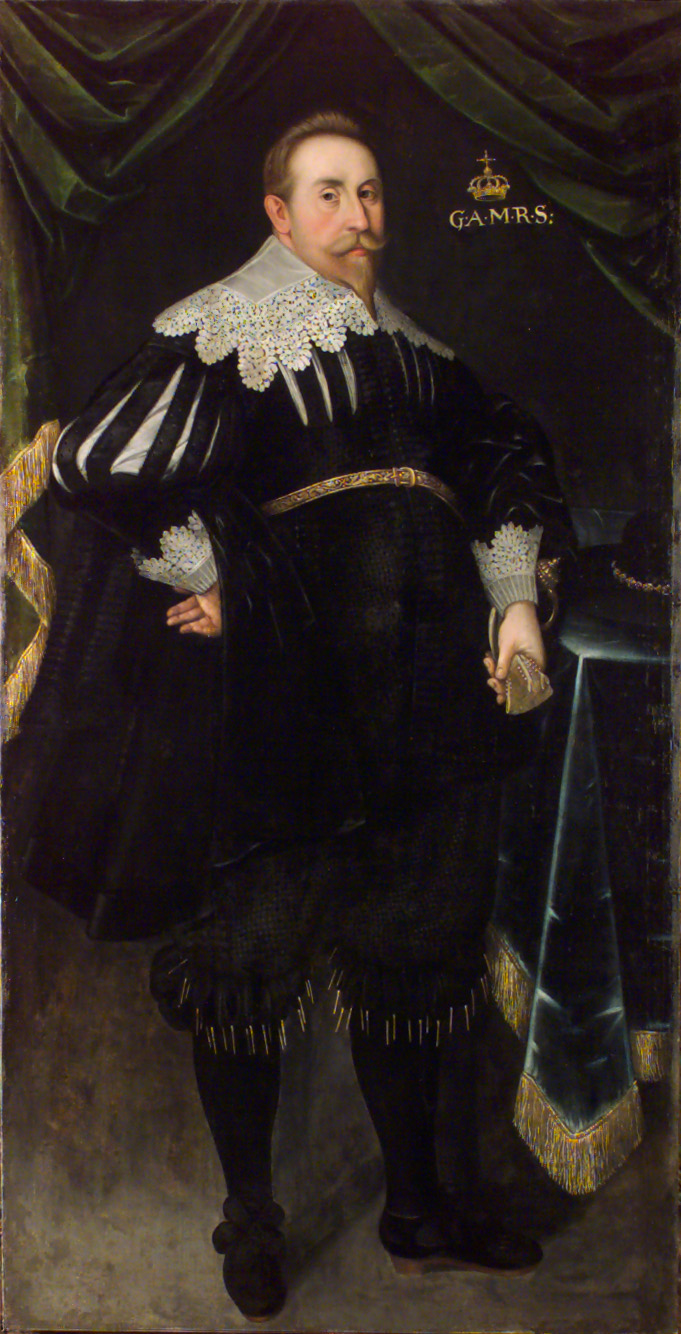
Gustav II. Adolf (1594–1632)

- Gustav III. (1746–1792), König von Schweden (1771–1792)
- Gustav IV. Adolf (1778–1837), König von Schweden (1792–1809)
- Gustav Philipp von Pfalz-Veldenz (1651–1679), Erbprinz des Fürstentums Pfalz-Veldenz
- Gustav Samuel Leopold (1670–1731), Herzog von Pfalz-Zweibrücken
- Gustav V. (1858–1950), König von Schweden (1907–1950)
- Gustav VI. Adolf (1882–1973), König von Schweden
- Gustav von Dänemark (1887–1944), dänischer Prinz
- Gustav von Schweden (1799–1877), Prinz von Schweden, Prinz von Wasa und österreichischer Feldmarschallleutnant
- Gustav Wilhelm zu Mecklenburg (1781–1851), Angehöriger des (groß-)herzoglichen Hauses von Mecklenburg-Schwerin
- Gustav, Niklas (* 1996), deutscher American-Football-Spieler
- Gustava, Maria, mosambikanische Botschafterin
- Gustavinho (* 1993), brasilianischer Fußballspieler
- Gustavo (* 1939), spanischer Maler
- Gustavo Dzwonik, Cristian (* 1971), argentinischer Comiczeichner und Karikaturist
- Gustavo Henrique (* 1994), brasilianischer Fußballspieler
- Gustavo, Miguel (1922–1972), brasilianischer Autor, Journalist und Komponist
- Gustavs, Arnold (1875–1956), evangelischer Pfarrer
- Gustavs, Eggert (1909–1996), deutscher Maler und Grafiker
- Gustavsen, Finn (1926–2005), norwegischer Sozialist und Politiker, Mitglied des Storting
- Gustavsen, Jan Erik (* 1946), norwegischer Radrennfahrer
- Gustavsen, Terje Moe (1954–2019), norwegischer Gewerkschafter und Politiker
- Gustavsen, Tord (* 1970), norwegischer Musiker
- Gustavson, Aaron (* 1986), US-amerikanischer Pokerspieler
- Gustavson, Gustav (1616–1653), illegitimer Sohn König Gustav Adolfs; schwedischer Heerführer, Administrator des Hochstifts OsnabrückGustav Gustavson (1616–1653)

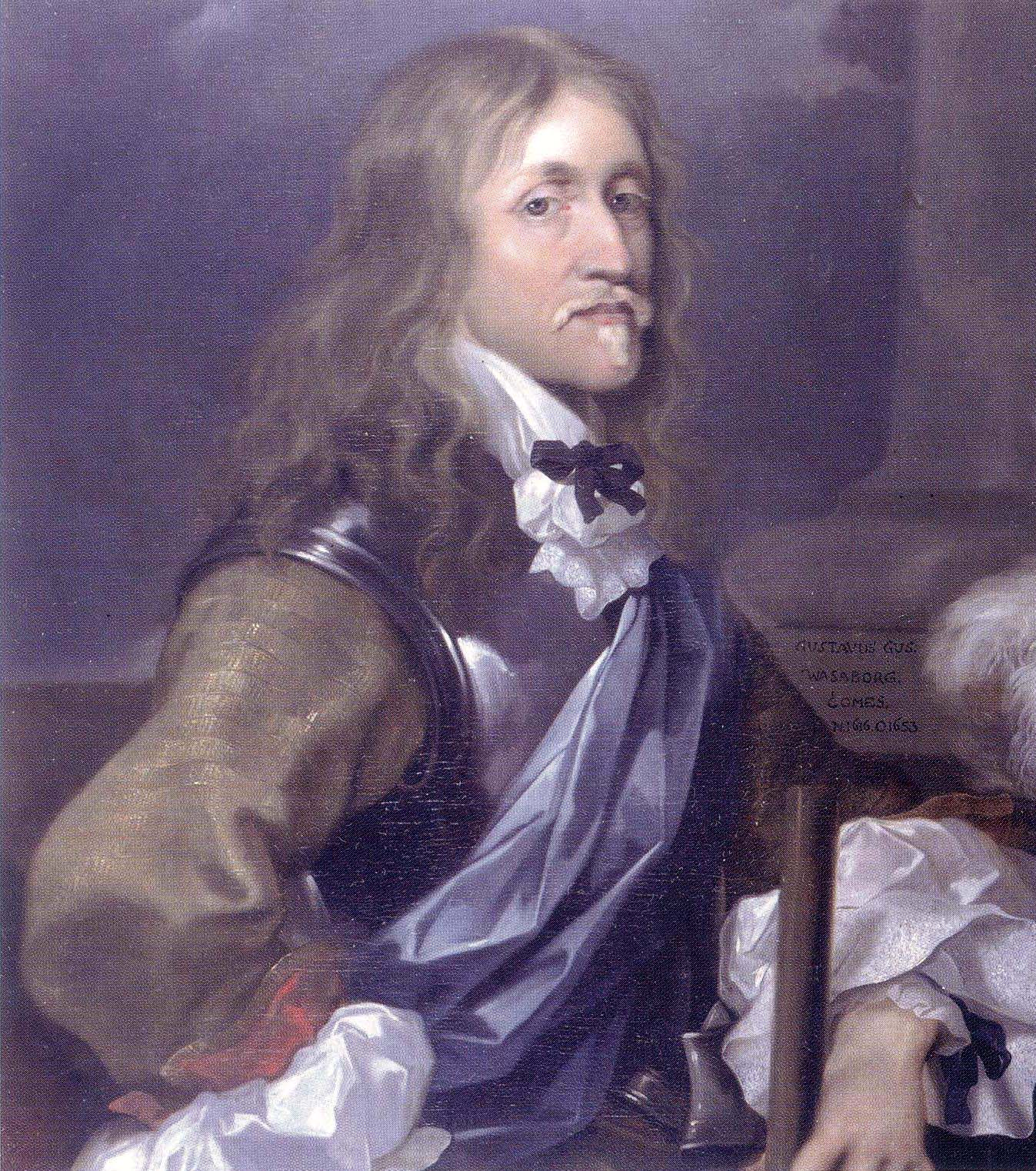
Gustav Gustavson (1616–1653)

- Gustavson, Linda (* 1949), US-amerikanische Schwimmerin
- Gustavsson, Bengt (1928–2017), schwedischer Fußballspieler
- Gustavsson, Erik (* 1956), schwedischer Skilangläufer
- Gustavsson, Filip (* 1998), schwedischer Eishockeytorwart
- Gustavsson, Frida (* 1993), schwedisches Model und SchauspielerinFrida Gustavsson (* 1993)

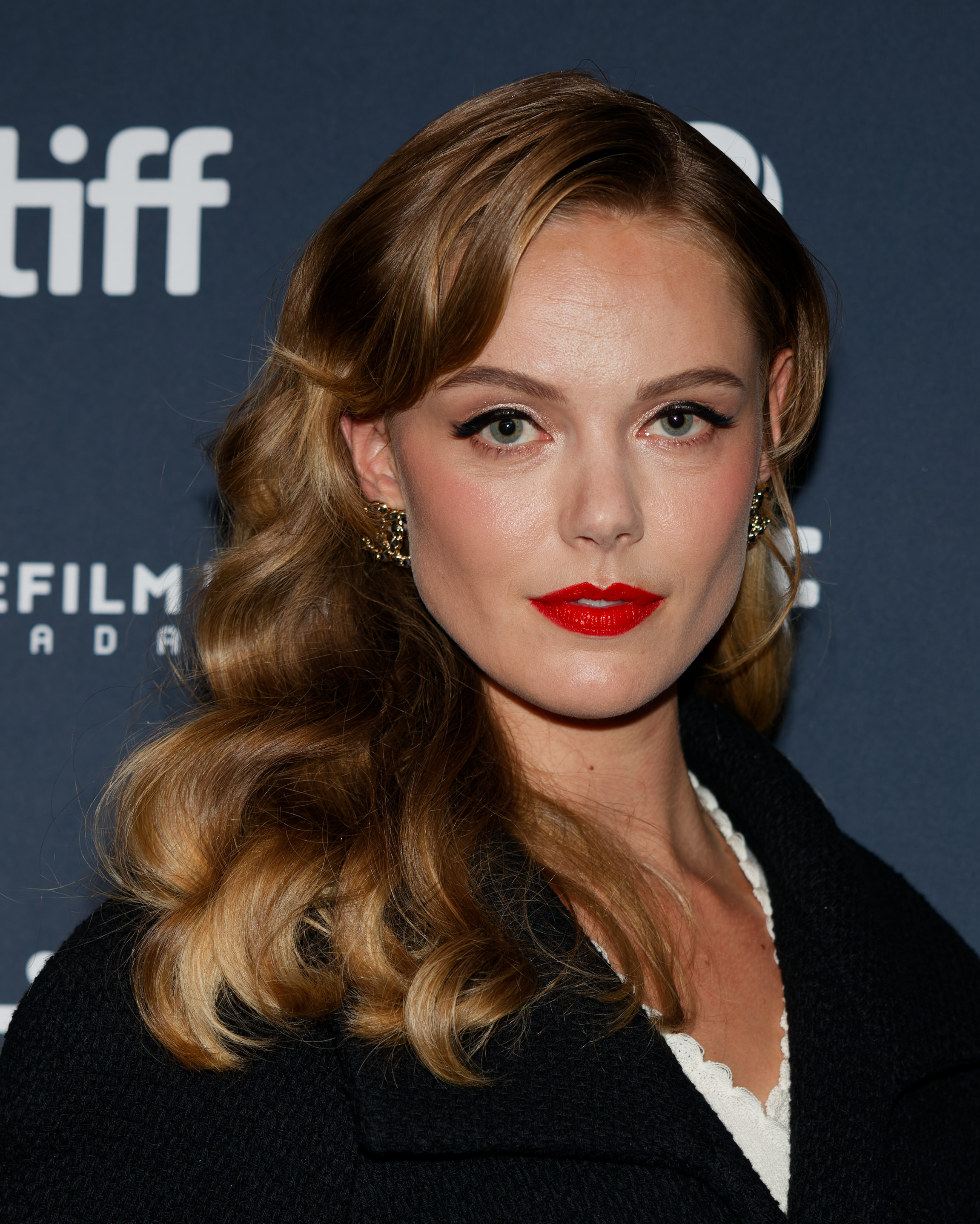
Frida Gustavsson (* 1993)

- Gustavsson, Jonas (* 1984), schwedischer Eishockeytorwart
- Gustavsson, Kenneth (* 1983), schwedischer Fußballspieler
- Gustavsson, Martin (* 1980), schwedischer Schwimmer
- Gustavsson, Niklas (* 1989), schwedischer Mountainbike- und Straßenradrennfahrer
- Gustavsson, Patrik (* 2001), schwedisch-thailändischer Fußballspieler
- Gustavsson, Peter (1958–2023), schwedischer Eishockeyspieler
- Gustavsson, Ragnar (1907–1980), schwedischer Fußballspieler
- Gustavsson, Tobias (* 1973), schwedischer Künstler, Musikproduzent und Komponist
- Gustavsson, Tony (* 1973), schwedischer Fußballspieler und -trainer
- Gustavus, Herbert (1927–2014), deutscher Unternehmer und Politiker (SPD), MdL
- Gustawson, Gawriil Gawriilowitsch (1843–1908), russischer Chemiker
- Gustedt, Elisabeth von (1885–1978), deutsche Schriftstellerin und NS-Frauenschaftsführerin im Gau Berlin
- Gustedt, Erich von (1849–1928), preußischer Generalmajor
- Gustedt, Ernst von (1845–1924), Generallandschaftsdirektor der preußischen Provinz Sachsen
- Gustedt, Gustav von (1804–1859), preußischer Landrat
- Gustedt, Jenny von (1811–1890), deutsche Schriftstellerin
- Gustedt, Otto von (1839–1905), preußischer Offizier
- Gustedt, Werner von (1813–1864), preußischer Landrat
- Gustedt-Lablacken, Werner von (1842–1908), deutscher Rittergutsbesitzer und Politiker, MdR
- Güster, Ute (* 1957), deutsche Taekwondo-Sportlerin
- Gusterin, Pawel Wjatscheslawowitsch (* 1972), russischer Historiker und Orientalist
- Gustermann, Anton Wilhelm (1750–1823), österreichischer Rechtswissenschaftler
- Gusterson, Bridgette (* 1973), australische Wasserballspielerin
- Gusti, Dimitrie (1880–1955), rumänischer Soziologe, Historiker, Philosoph
- Gustilina, Diana Wladimirowna (* 1974), russische Basketballspielerin
- Gustin, Gérard (1930–1994), französischer Jazz- und Unterhaltungsmusiker (Piano, Arrangement, Komposition, Orchesterleitung)
- Gustin, Gigi (* 1996), US-amerikanisches Model, Reality-TV-Teilnehmerin, Schauspielerin und Filmproduzentin
- Gustin, Grant (* 1990), US-amerikanischer SchauspielerGrant Gustin (* 1990)

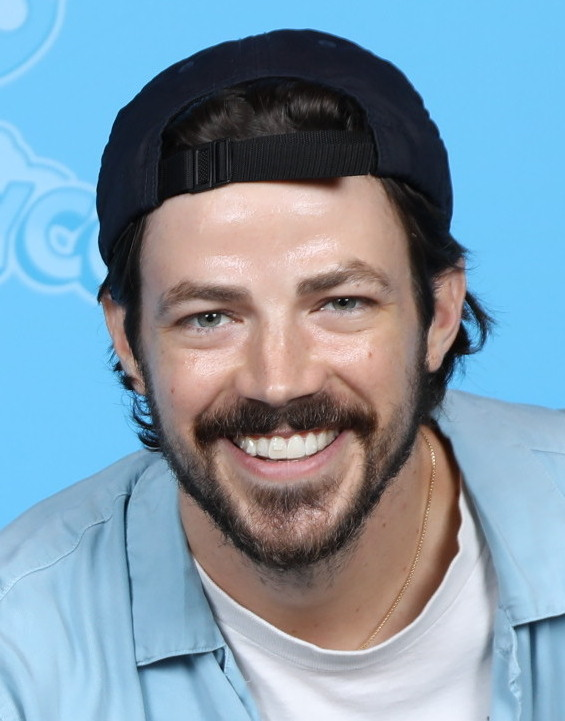
Grant Gustin (* 1990)

- Gustin, Gustave (1867–1911), belgischer Soldat und Kolonialadministrator
- Gustin, Philippe (* 1960), französischer Politiker
- Gustine, Amos (1789–1844), US-amerikanischer Politiker
- Gustke, Ralf (* 1964), deutscher Schlagzeuger
- Gustloff, Wilhelm (1895–1936), deutscher Nationalsozialist und Landesgruppenleiter der NSDAP-Auslandsorganisation in der SchweizWilhelm Gustloff (1895–1936)

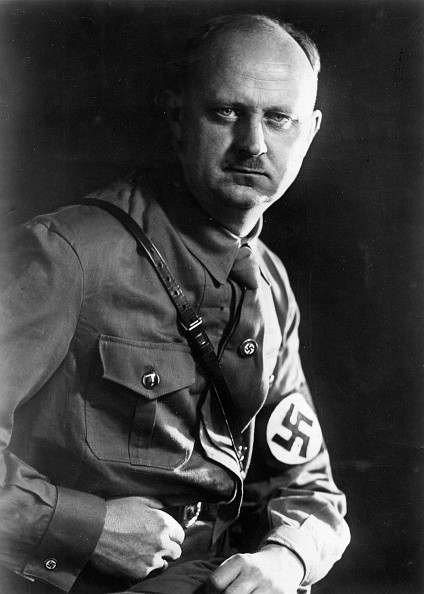
Wilhelm Gustloff (1895–1936)

- Gustmann, Anna Lucia (* 1994), deutsche Schauspielerin, Synchronsprecherin und Hörbuchsprecherin
- Gustmann, Choukri (* 1988), deutscher Hip-Hop-Produzent, DJ und Entertainer
- Gustmann, Gerhard (1910–1992), deutscher Ruderer
- Gusto, Malo (* 2003), französischer Fußballspieler
- Guston, Philip (1913–1980), US-amerikanischer Maler
- Gustorff, Michael (* 1958), deutscher Jazzmusiker
- Gustowska, Izabella (* 1948), polnische Multimedia-Künstlerin
- Güstrow, Tidemann von († 1350), Münzherr und Lübecker Bürgermeister

### Gusy
- Gusy, Christoph (* 1955), deutscher Rechtswissenschaftler

### Gusz
- Guszalewicz, Alice (1866–1940), ungarische Opernsängerin (Sopran)
- Guszalewicz, Eugen (1867–1907), österreichischer Opernsänger (Tenor)
- Guszalewicz, Paulina Olga (1897–1965), deutsche Presse-, Mode- und Porträtzeichnerin